# Trnovlje, Vernberk
Trnovlje (nemško Terlach) je naselje v Občini Vernberk v Okraju Beljak-dežela na Koroškem v Avstriji.